# 于成龍墓
于成龍墓（于清端公墓），位於中華人民共和國山西省吕梁市方山县峪口镇横泉村，是清朝廉吏、兩江總督成龍的墓。

## 簡史
成龍，字北溟，號于山，明朝萬曆四十五年（後金天命二年）丁巳（1617年）生，山西省汾州府永寧州人。歷任廣西羅城縣縣令、四川合州知州、湖北黃岡同知、權（代理的意思）湖北武昌府知府、湖北黃州府知府、福建省按察使、福建省布政使、直隸省巡撫、兩江總督等職，以廉能著稱，康熙二十年（1681年）曾入覲召對，清聖祖褒獎以「清官第一」。康熙二十三年甲子（1684年），于成龍逝世，清聖祖破例為之親自撰寫碑文。諡號「清端」。

## 原貌
《清史稿·卷二七七·列傳第六十四·于成龙传》记载：“卒时，将军、都统及僚吏入视，惟笥中绨袍一袭、床头盐豉数器而已。民罢市聚哭，家绘像祀之。”于成龍逝世第二年，在家乡永宁州北（即今方山县峪口镇横泉村南）被康熙帝赐葬并亲撰碑文。朝廷追授于成龍太子太保。后来，康熙帝还两次为于成龍追撰祭文，又题写“高行清粹”匾额。国库拨出专款兴建于成龍墓。于成龍墓内，碗扣白灰松香，这种墓葬形式十分独特。后人研究后认为，白灰意为“一世清白”将永留，松香意为“流芳万古”，瓷碗意为“挽留”。
前后两任方山县政协主席薛怀兰、林祥对于成龍墓的原状进行过调查，写有文稿，其中记载：于成龍墓的墓园坐东朝西，平面呈正方形，占地面积大约2200平方米。周围有高2.5米的青砖花栏围墙，正西面有一座花岗岩质地的牌坊。坟茔在墓园东部正中央，占地面积大约50平方米。坟前正中立有康熙二十四年三月十五日康熙帝御书“御製太子太保兵部尚书兼都察院右副都御史总督江南江西等处地方军务兼理糧饟操江谥清端于成龙碑文”的螭首御碑，左右两侧立有12通青石碑。墓园四周有100餘株古松、古榆。

## 破壞
1947年，于成龙墓地遭到了有组织地发掘破坏。当时该墓处于中国共产党领导的晋绥边区三分区管辖范围内，横泉村农会和村民提出发掘被视为封建官僚及封建迷信象征的于成龙墓以筹集资金發展生产。同年农历三月，横泉村村长刘金长、村农会主席郝东清率领全村壮劳力有组织發掘破坏了于成龍墓。据参与的村民回忆，此次發掘中，可见于成龍墓墓室长3.5米、宽1.5米、高2米，为长方形拱式建筑，自内向外全用盛放着白灰、松香的瓷碗砌筑。墓室口有一座石门，墓室内两侧有多通刻着于清端公墓志铭的石碑。棺木是一棺一椁，木质坚硬而且光滑，表面涂着红色的桐油护漆。棺木内，于成龍衣冠清楚，髮辫完好，顶戴花翎佩缀有一枚一寸多长的葫芦形金顶，传说是用纯金製作，重约二两多。墓内文物出土以后，村民们将于成龍遗骨重新安葬在墓中。玉器及金顶被出售给峪口区贸易局大众商店，换回棉花800餘斤，以每户5斤、每口人1斤的分配方式，全部分给该村村民。每家还分得瓷碗5个，珍珠7颗。于成龙衣冠出土后风化损坏，被上交到方山县政府保存。
文化大革命期间，于成龍墓再次遭到严重破坏，不少地面文物被盗卖或挪用，古松和古榆也被砍伐。

## 重建

### 曲折

#### 民間的努力與地方政府的態度
2009年，民营企业家高林清开始兴建于成龙廉政文化园。不少地方领导都口头支持该工程，但无实际帮助。于成龙的家乡来堡村的原村主任说：“当时领导支持，是想从高那里捞一些好处，後来發现没钱，就都不关注了。”2009年至2014年，高林清已向于成龙廉政文化园项目投资3000多万元人民币，2012年资金开始紧张，高林清出售了自己的房屋、石料场和苗圃，抵押了汽车，资金全部投入于成龙廉政文化园建设。高林清还曾经提出要出资修復于成龙墓地，作为于成龙廉政文化园的配套设施，但因缺乏资金而未能实施。2014年2月，陷入困境的高林清希望无偿转让于成龙廉政文化园。

#### 同一時間：地方政府的公開工作報告
2011年方山县政府工作报告中称：按照“大旅遊、大产业”的發展思路，“成立于成龙文化研究会、北武当山道教文化研究会，组织专人挖掘、研究、宣传，唱红成龙，打响北武当，真正使于成龙、北武当成为给养后人的宝贵资源和资本。”2013年方山县政府工作报告中提到，“加快于成龙廉政教育基地建设，儘早开馆迎宾。”方山县同年的生产总值不到30亿元人民币，但该报告确定了2013年方山县总投资达到300亿元人民币的70个重点项目，其中预计投资1.6亿元人民币的于成龙廉政文化园是方山县15年旅遊規劃中的项目之一。

### 中共推行反腐敗後
2014年9月16日至19日，中共山西省委书记王儒林來到吕梁市五个县区，在吕梁市来堡村，清朝“天下廉吏第一”于成龙的故乡。王儒林了解于成龙生平事蹟，登门看望于氏後人。当得知于成龙墓冢曾两次被严重破坏、目前一片荒芜时，他深感痛心。王儒林要求，修復于成龙墓地和故居。他说：「我们不能让『天下廉吏第一』的墓地总是处於被严重破坏和一片荒芜的状态中，这件事我们不做，我们将愧对『天下廉吏第一』故里的荣称，将愧对吏者之师公的在天之灵！」
王儒林离开后的次日，方山县县长田宝平及峪口镇领导来到横泉村，要求该村尽快修复于成龙墓地。方山县希望先简单修复一下。当天，横泉村召集村民，开始动工修复。他们先找到了于成龙的骸骨埋放位置，挖出埋在土中的半米多高的一摞一摞倒扣的瓷碗，碗内盛满白灰和松香，最底层的一摞碗下面，压有一个塑料袋，内有肋骨、头骨、上下肢等骨头，估計應为于成龙骸骨。挖掘人员当即通知方山县文物局，但方山县文物局无法鉴定，横泉村乃先将骸骨原封不动埋入地下，等待山西省文物部门鉴定后，再决定保护方式。